# Liste der Einträge im National Register of Historic Places im Marshall County (West Virginia)
Diese Liste der Einträge im National Register of Historic Places im Marshall County (West Virginia) enthält alle im Marshall County, West Virginia in das National Register of Historic Places eingetragenen Gebäude, Bauwerke, Objekte, Stätten oder historischen Distrikte.
Diese Liste entspricht dem Bearbeitungsstand des National Park Service/National Register of Historic Places vom 27. September 2024.

## Legende
| NRHP | Historic Place             |
| NHL  | National Historic Landmark |
| HD   | National Historic District |

## Aktuelle Einträge
| [ 2 ] | Name                                         | Bild                                         | Eintragsdatum                  | Lage | Ort                   | Beschreibung |
| ----- | -------------------------------------------- | -------------------------------------------- | ------------------------------ | --- | --------------------- | ------------ |
| 1     | B & O Railroad Viaduct                       | weitere Bilder                               | 22. Juni 1976 ID-Nr. 76001370  | über den Ohio River an der südlichen Stadtgrenze von Benwood 40° 0′ 39,6″ N, 80° 44′ 12,7″ W                                             | Benwood               |              |
| 2     | Cameron City Pool-PWA Project 1196           | Cameron City Pool-PWA Project 1196           | 14. Juli 1993 ID-Nr. 93000612  | Park St. 39° 49′ 46″ N, 80° 34′ 1″ W | Cameron               |              |
| 3     | Cameron Downtown                             | Cameron Downtown                             | 4. Dez. 1998 ID-Nr. 98001473   | zwischen der Church St., Waynesburg Ave., Main St. und Park St. 39° 49′ 35″ N, 80° 33′ 57″ W                                             | Cameron               |              |
| 4     | Bennett Cockayne House                       | weitere Bilder                               | 12. Dez. 2002 ID-Nr. 02001521  | 1111 Wheeling Ave. 39° 56′ 33″ N, 80° 45′ 17″ W                                                                                          | Glen Dale             |              |
| 5     | Ferrell-Holt House                           | weitere Bilder                               | 3. Feb. 1987 ID-Nr. 86003678   | 609 Jefferson Avenue 39° 55′ 8″ N, 80° 44′ 52″ W                                                                                         | Moundsville           |              |
| 6     | Grave Creek Mound                            | weitere Bilder                               | 15. Okt. 1966 ID-Nr. 66000751  | in der Nähe der West Virginia Route 2 39° 55′ 1″ N, 80° 44′ 42″ W                                                                        | Moundsville           |              |
| 7     | McMechen Lockmaster Houses on the Ohio River | McMechen Lockmaster Houses on the Ohio River | 12. Nov. 1992 ID-Nr. 92001485  | 623-625 Grant St. 39° 59′ 22″ N, 80° 44′ 3″ W                                                                                            | McMechen              |              |
| 8     | Moundsville Commercial Historic District     | Moundsville Commercial Historic District     | 17. März 1995 ID-Nr. 95000252  | zwischen der Jefferson Ave., von der 2nd bis zur 7th St. und von der 7th zur Jefferson und Lafayette Avenue 39° 55′ 15″ N, 80° 44′ 49″ W | Moundsville           |              |
| 9     | Prabhupada's Palace of Gold                  | Prabhupada's Palace of Gold                  | 28. Aug. 2019 ID-Nr. 100002852 | 3759 McCreary’s Ridge Rd. 39° 57′ 42,8″ N, 80° 36′ 13,7″ W                                                                               | Moundsville, Siedlung |              |
| 10    | Bushrod Washington Price House               | Bushrod Washington Price House               | 22. Nov. 1995 ID-Nr. 95001326  | 1803 Virginia St. 39° 55′ 21,5″ N, 80° 43′ 57″ W                                                                                         | Moundsville           |              |
| 11    | Spencer Cemetery                             | Spencer Cemetery                             | 12. Dez. 2012 ID-Nr. 12001051  | 668 Burley Hill Rd. 39° 52′ 1″ N, 80° 32′ 15″ W                                                                                          | Cameron               |              |
| 12    | West Virginia State Penitentiary             | weitere Bilder                               | 19. Sep. 1996 ID-Nr. 96000987  | 818 Jefferson Ave. 39° 54′ 55″ N, 80° 44′ 34″ W                                                                                          | Moundsville           |              |